# 91907 Shiho
91907 Shiho è un asteroide della fascia principale. Scoperto nel 1999, presenta un'orbita caratterizzata da un semiasse maggiore pari a 3,0732393 UA e da un'eccentricità di 0,2283719, inclinata di 12,81940° rispetto all'eclittica.